# Karel Thijs
Karel Thijs (Aartselaar, 26 de maig de 1918 - Aartselaar, 5 de març de 1990) va ser un ciclista belga que fou professional entre 1939 i 1942. En el seu palmarès destaca la victòria a la Fletxa Valona de 1942.

## Palmarès
- 1938
  - Campió de Bèlgica dels militars
- 1942
  - Campió de l'Est de Flandes
  - 1r a la Fletxa Valona